# グラーツ包囲戦
グラーツ包囲戦（グラーツほういせん、英語: Siege of Glatz）は、七年戦争中の1760年6月から7月にかけて、エルンスト・ギデオン・フォン・ラウドン率いるオーストリア軍がプロイセン領シュレージエンのグラーツを包囲、占領した戦闘。

## 経過
ラウドンは6月6日にグラーツを包囲したが、大砲がモラヴィアのオルミュッツから運ばれてくるまで待つ必要があった。その間、ハインリヒ・アウグスト・ドゥ・ラ・モット・フーケ率いるプロイセン軍が接近中という情報が入り、ラウドンは軍を差し向けて6月23日のランデスフートの戦いでフーケを降伏させた。
フーケに勝つとラウドンはグラーツ包囲に専念、大砲が到着したことで包囲戦は7月20日に開始された。オーストリア軍は溝を掘り、城壁を砲撃して守備を弱らせると、要塞を強襲して城門を開かせた。

## その後
1760年の数々の戦闘の後、オーストリアはグラーツしか占領できず、それ以外の領土は前年と全く同じであった。
プロイセン軍の指揮官バルトロメウス・ドーは捕虜にされ、戦後に釈放されるもプロイセン王フリードリヒ2世に軍法会議にかけられて処刑された。